# Seznam ameriških vojaških baz
Seznam ameriških vojaških baz.

## Seznam
- seznam baz Kopenske vojske ZDA
- seznam baz Vojnega letalstva ZDA
- seznam baz Vojne mornarice ZDA
- seznam baz Korpusa mornariške pehote ZDA
- seznam baz Nacionalne garde ZDA